# Domino (film)
Domino je ameriški akcijski film iz leta 2005, ki ga je režiral Tony Scott, scenarij zanj pa je napisal Richard Kelly. Film je navdihnila zgodba Domino Harvey, hčere angleškega gledališkega in televizijskega igralca Laurencea Harveyja, ki je postala lovka na glave v Los Angelesu. V filmu so nastopili Keira Knightley kot Domino poleg Mickeyja Rourkea, Edgarja Ramireza, Delroyja Linda in Mo'Nique v stranskih vlogah. Film je bil posvečen Domino Harvey, ki je umrla 27. junija 2005 zaradi ponesreči preveliko odmerjenega fentanila, še preden je film izšel.
Film je s strani kritikov prejemal v glavnem negativne ocene, po svetu pa je zaslužil 22.944.502 $.

## Igralska zasedba
- Keira Knightley kot Domino Harvey
- Mickey Rourke kot Ed Moseby
- Edgar Ramirez kot Choco
- Riz Abbasi kot Alf
- Delroy Lindo kot Claremont Williams III
- Mo'Nique kot Lateesha Rodriguez
- Dabney Coleman kot Drake Bishop
- Lucy Liu kot Taryn Mills
- Jacqueline Bisset kot Sophie Wynn
- Christopher Walken kot Mark Heiss
- Mena Suvari kot Kimmie
- Ian Ziering in Brian Austin Green kot ona dva
- Tom Waits kot pohodnik
- Jerry Springer kot on